# TVジョーカーズ笑
『TVジョーカーズ笑』（テレビジョーカーズしょう）は、TBS系列局とテレビ山口（当時フジテレビ系列とのクロスネット局）で放送されていたTBS製作のバラエティ番組である。全9回。TBS系列局では1983年4月17日から同年6月19日まで、毎週日曜 20:00 - 20:54 （日本標準時）に放送。

## 概要
コント、ゲーム、歌などのコーナーで構成。
裏番組にはNHK総合テレビの『徳川家康』、日本テレビの『久米宏のTVスクランブル』、フジテレビの『オールスター家族対抗歌合戦』、テレビ朝日の『西部警察PartⅢ』があり、番組はそれらへの宣戦布告として「家康・久米・欽も真っ青！」なるキャッチフレーズを掲げていた。しかし、全9回の合計平均視聴率は当時のゴールデンタイムでは最低となる2.6%を記録してしまい、1クールで終了。ビートたけしと高田文夫は後にフジテレビ『北野ファンクラブ』内のトークで、この番組の第1回目の視聴率は1.2%だったと発言した (高田曰く「視力検査か!」)。
本番組の放送期間中はプロ野球シーズン真っ只中だったため、『TBS日曜ナイター』（横浜・ナゴヤ・広島の巨人ビジターゲーム）の編成によって番組休止となるケースがあり、さらに中部日本放送 (CBC) は中日の、中国放送 (RCC) は広島の対巨人戦以外のホームゲームをローカル放送していたため、この2局の放送対象地域では番組未ネットになることもあった。

## 出演者
- 堺正章
- 中原理恵
- 研ナオコ
- 高見知佳
- 斉藤ゆう子（後の斉藤祐子）
- 東八郎
- 小坂一也
- チャンバラトリオ
- タモリ

## スタッフ
- 構成：高平哲郎、高田文夫、喰始、景山民夫、源高志 ほか
- プロデューサー：斎藤正人、桂邦彦
- 制作協力：田辺エージェンシー
- 製作著作：TBS

## エンディングテーマ
エンディングテーマは、大野方栄がジャズスタンダード「恋人よ我に帰れ」に日本語歌詞を付し、カシオペアをバックにして歌った「Eccentric Person, Come Back To Me」。番組のエンディングは、出演者たちがこの曲に合わせてガラスに息を吐きながら面白い顔をするという内容だった。
この曲は、1983年8月24日にアルファレコードから発売された大野のデビューアルバム『マサエ・ア・ラ・モード』（ALR-28050 / 規格：LP）のB面に収録されている。2014年12月10日にBRIDGE-INC.から発売された同アルバムの復刻盤（規格：ブルースペックCD）にも収録されているが、シングルCD化はされていない。

## 放送リスト
| 回 | 放送日 （1983年） | サブタイトル                                               | 備考                                         |
| -- | ----------------- | ---------------------------------------------------------- | -------------------------------------------- |
| 1  | 4月17日           | 家康・久米・欽もまっ青！                                   |                                              |
| 2  | 4月24日           | 迫力 少林寺対堺エイリアン                                  |                                              |
| 3  | 5月8日            | 堺・ナオコのドタバタ美容室                                 |                                              |
| 4  | 5月15日           | ウルトラ一家総出演！                                       | 同日のプロ野球ナイター中継の中止によって放送 |
| 5  | 5月22日           | 今夜は何かが違うぞ!! 最新企画総登場!! 研ナオコの大巨編映画 |                                              |
| 6  | 5月29日           | 今夜のTVはいつもと違う!! 勢揃い漫画女学生                  |                                              |
| 7  | 6月5日            | 今夜はとびきり企画!!                                       |                                              |
| 8  | 6月12日           | 今夜もとびきり珍企画                                       |                                              |
| 9  | 6月19日           | とびきり楽しい珍企画                                       |                                              |

参考：『下野新聞縮刷版』下野新聞社、1983年4月17日 - 同年6月19日付のラジオ・テレビ欄。